# Jeffree Star Cosmetics
Jeffree Star Cosmetics é uma empresa americana de cosméticos fundada e de propriedade do Jeffree Star. Todos os produtos são veganos. Star afirma ter investido suas economias de vida para iniciar a linha de maquiagem da empresa com três cores de batom líquido iniciais. Estima-se que a empresa venda US$100 milhões anualmente.

## Background
A empresa foi concebida por Star em 2013. Star encerrou sua carreira musical e investiu totalmente na empresa. Em novembro de 2014, a empresa de cosméticos lançou uma coleção de 3 batons e "todos os batons esgotaram".

## Produtos
Batons, iluminadores e corretivos estão entre os principais produtos vendidos pela marca, além de produtos para cuidados com a pele.